# Estrategias de mitigación de asteroides

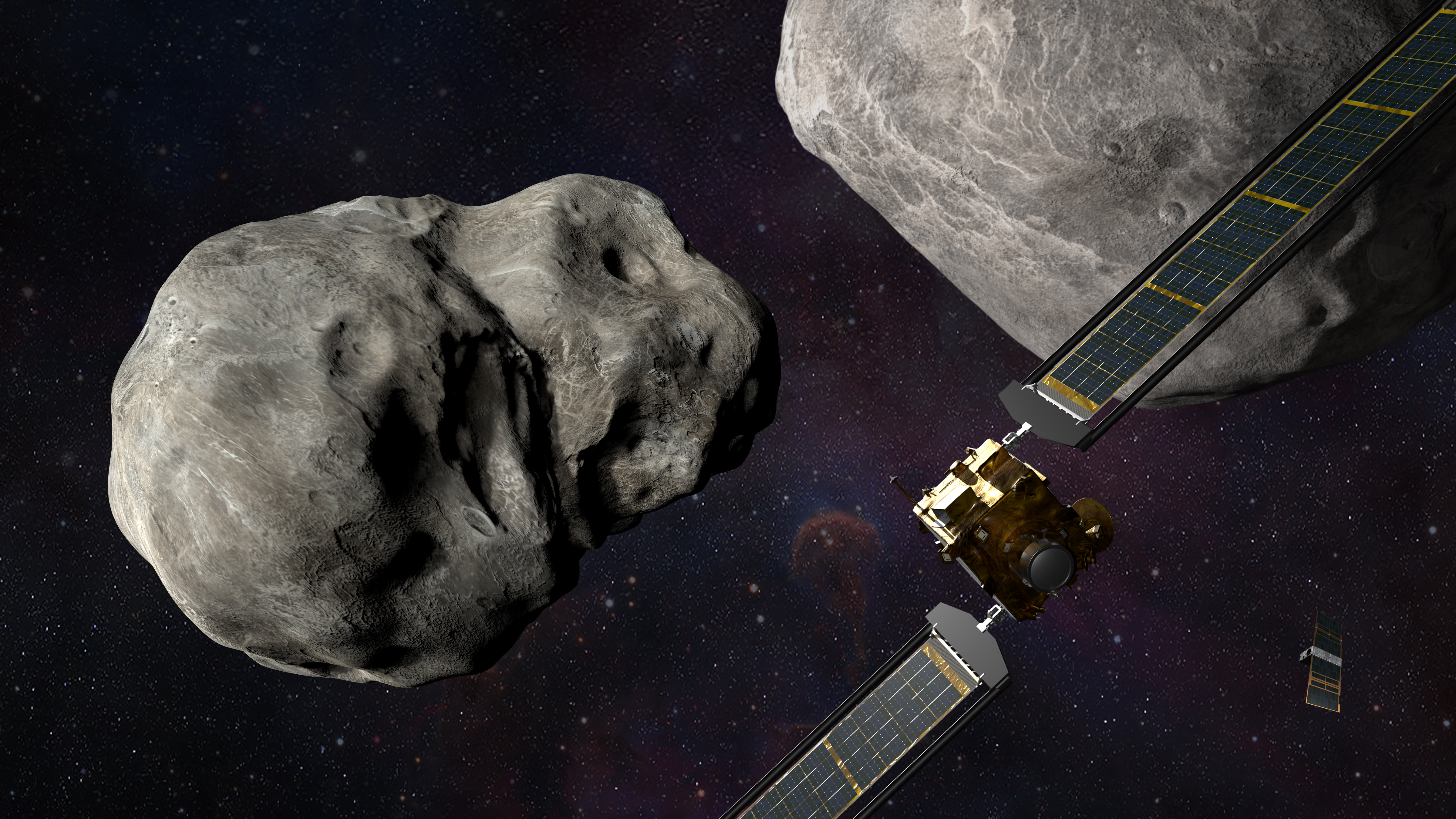
Ilustración de la misión Double Asteroid Redirection Test, que muestra una nave espacial en curso de colisión con un asteroide

Las estrategias de mitigación de asteroides, son métodos por medio de los cuales un objeto cercano a la Tierra, puede ser desviado, previniendo así un potencial y catastrófico impacto. Se sabe que un impacto lo suficientemente grande puede causar tsunamis (al impactar en el mar) y/o expulsar grandes cantidades de polvo en la estratósfera (al impactar en tierra), bloqueando el paso de la luz solar y generando efectos catastróficos.
La colisión entre la Tierra y un cuerpo de aproximadamente 10 km ocurrido hace 65 millones de años, se piensa, fue el causante de un cráter en Chicxulub, Yucatán y de la extinción de la mayor parte de la vida del periodo Cretácico-Terciario.
Si bien las posibilidades de una colisión importante son bajas a corto plazo, es casi seguro que en algún momento ocurrirá a menos que se tomen medidas defensivas. Los eventos astronómicos, como los impactos de Shoemaker-Levy 9 en Júpiter y el meteoro de Cheliábinsk en 2013, junto con el creciente número de objetos en la Tabla de Riesgo Sentry, han llamado una renovada atención a tales amenazas. La popularidad de la película Don't Look Up de 2021 ayudó a crear conciencia sobre la posibilidad de evitar los NEO.
En 2016, un científico de la NASA advirtió que la Tierra no está preparada para tal evento. En abril de 2018, la Fundación B612 informó que "es 100 por ciento seguro que nos golpeará un asteroide devastador, pero no estamos 100 por ciento seguros de cuándo". También en 2018, el físico Stephen Hawking, en su último libro, Breves respuestas a las grandes preguntas, consideró la colisión de un asteroide como la mayor amenaza para el planeta. Se han descrito varias formas de evitar el impacto de un asteroide. No obstante, en marzo de 2019, los científicos informaron que los asteroides pueden ser mucho más difícil de destruir de lo que se pensaba antes. Además, un asteroide puede volver a ensamblarse debido a la gravedad después de ser destruido. En mayo de 2021, los astrónomos de la NASA informaron que pueden ser necesarios de 5 a 10 años de preparación para evitar un impactador virtual basado en un ejercicio simulado realizado por la Conferencia de Defensa Planetaria de 2021.

## Esfuerzos de deflexión

Objetos próximos a la Tierra conocidos – a partir de enero de 2018
Video (0:55; July 23, 2018)
(la órbita de la Tierra en blanco)

Según el testimonio de expertos en el Congreso de los Estados Unidos en 2013, la NASA requeriría al menos cinco años de preparación antes de que se pudiera lanzar una misión para interceptar un asteroide. En junio de 2018, el Consejo Nacional de Ciencia y Tecnología de EE. UU. advirtió que Estados Unidos no está preparado para un evento de impacto de asteroide y desarrolló y publicó el "Plan de acción de la estrategia nacional de preparación de objetos cercanos a la Tierra" para prepararse mejor.
La mayoría de los esfuerzos de desvío para un objeto grande requieren de un año a décadas de advertencia, lo que da tiempo para preparar y llevar a cabo un proyecto de prevención de colisiones, ya que aún no se ha desarrollado ningún hardware de defensa planetaria conocido. Se ha estimado que se necesita un cambio de velocidad de solo 3,5/t×10−2m·s−1 (donde t es el número de años hasta el impacto potencial) para desviar con éxito un cuerpo en una trayectoria de colisión directa. Además, en determinadas circunstancias, se necesitan cambios de velocidad mucho más pequeños. Por ejemplo, se estimó que había una alta probabilidad de que 99942 Apophis balanceara junto a la Tierra en 2029 con un 10−4 probabilidad de pasar a través de un 'ojo de cerradura' y regresar en una trayectoria de impacto en 2035 o 2036. Luego se determinó que una desviación de esta trayectoria de retorno potencial, varios años antes de la oscilación, podría lograrse con un cambio de velocidad en el orden de 10−6 ms−1.
Un impacto de un asteroide de 10 kilómetros (6,2 millas) en la Tierra ha causado históricamente un evento de nivel de extinción debido a un daño catastrófico a la biosfera. También existe la amenaza de que los cometas entren en el interior del Sistema Solar. La velocidad del impacto de un cometa de largo período probablemente sería varias veces mayor que la de un asteroide cercano a la Tierra, lo que haría que su impacto fuera mucho más destructivo. Además, es poco probable que el tiempo de advertencia sea superior a unos pocos meses. Los impactos de objetos tan pequeños como 50 metros (160 pies) de diámetro, que son mucho más comunes, son históricamente extremadamente destructivos a nivel regional (ver cráter Barringer).
También es útil conocer la composición material del objeto antes de decidir qué estrategia es la adecuada. Misiones como la sonda Deep Impact de 2005 han proporcionado información valiosa sobre qué esperar.

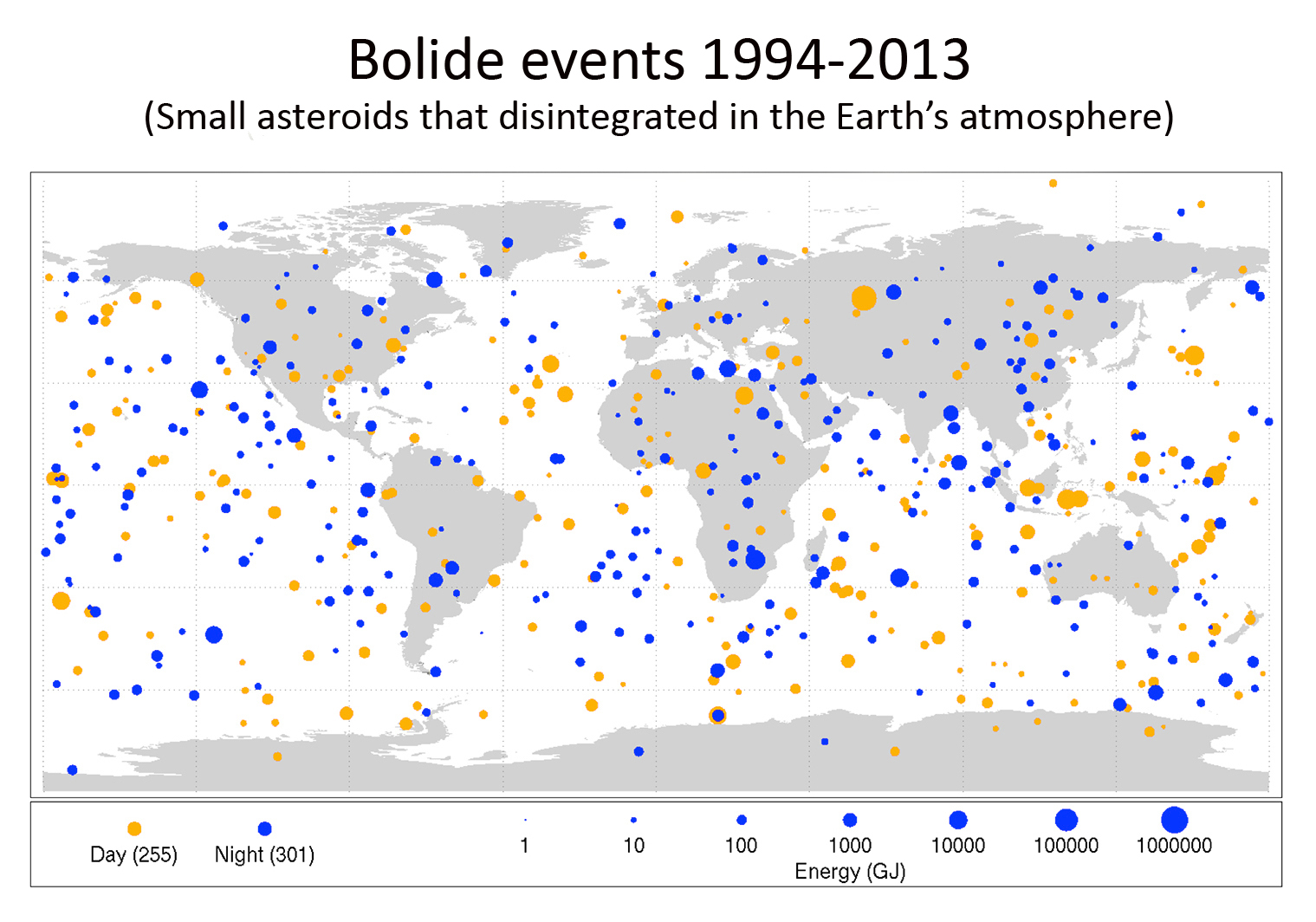
Frecuencia de pequeños asteroides de aproximadamente 1 a 20 metros de diámetro que impactan la atmósfera terrestre.

REP. STEWART: ... ¿somos tecnológicamente capaces de lanzar algo que pueda interceptar [un asteroide]? ... DR. A'HEARN: No. Si ya tuviéramos planes de naves espaciales en los libros, eso tomaría un año ... quiero decir, una pequeña misión típica ... toma cuatro años desde la aprobación para comenzar a lanzar ...
Representante Chris Stewart (R, UT) y Dr. Michael F. A'Hearn , 10 de abril de 2013, Congreso de los Estados Unidos

### Historia de los mandatos del gobierno de EE.UU.
Los esfuerzos en la predicción del impacto de asteroides se han concentrado en el método de encuesta. El Taller de Interceptación de Objetos Cercanos a la Tierra patrocinado por la NASA en 1992, organizado por el Laboratorio Nacional de Los Álamos, evaluó los problemas relacionados con la interceptación de objetos celestes que podrían golpear la Tierra. En un informe de 1992 a la NASA, se recomendó una Encuesta de Spaceguard coordinada para descubrir, verificar y proporcionar observaciones de seguimiento para los asteroides que cruzan la Tierra. Se esperaba que esta encuesta descubriera el 90% de estos objetos de más de un kilómetro en 25 años. Tres años después, otro informe de la NASA recomendó estudios de búsqueda que descubrirían entre el 60% y el 70% de los objetos cercanos a la Tierra de períodos cortos de más de un kilómetro en diez años y obtener un 90% de completitud en cinco años más.
En 1998, la NASA adoptó formalmente el objetivo de encontrar y catalogar, para 2008, el 90% de todos los objetos cercanos a la Tierra (NEO) con diámetros de 1 km o más que podrían representar un riesgo de colisión con la Tierra. La métrica de 1 km de diámetro se eligió después de que un estudio considerable indicara que un impacto de un objeto de menos de 1 km podría causar un daño local o regional significativo, pero es poco probable que cause una catástrofe mundial. El impacto de un objeto de mucho más de 1 km de diámetro bien podría resultar en daños en todo el mundo hasta, y potencialmente incluyendo, la extinción de la especie humana. El compromiso de la NASA ha dado como resultado la financiación de una serie de esfuerzos de búsqueda de NEO, que hicieron un progreso considerable hacia el objetivo del 90% en 2008. Sin embargo, el descubrimiento en 2009 de varios NEO de aproximadamente 2 a 3 kilómetros de diámetro (por ejemplo, 2009 CR 2 , 2009 HC 82 , 2009 KJ , 2009 MS y 2009 OG) demostraron que aún quedaban grandes objetos por detectar.
El representante de los Estados Unidos, George E. Brown Jr. (D-CA), fue citado expresando su apoyo a los proyectos de defensa planetaria en Air & Space Power Chronicles, diciendo: "Si algún día en el futuro descubrimos con mucha anticipación que un asteroide que es grande lo suficiente como para causar una extinción masiva va a golpear la Tierra, y luego alteramos el curso de ese asteroide para que no nos golpee, será uno de los logros más importantes en toda la historia de la humanidad ".
Debido al compromiso de larga data del congresista Brown con la defensa planetaria, un proyecto de ley de la Cámara de Representantes de los Estados Unidos, HR 1022, fue nombrado en su honor: Ley de reconocimiento de objetos cercanos a la Tierra George E. Brown, Jr. Este proyecto de ley "para proporcionar un programa de inspección de objetos cercanos a la Tierra para detectar, rastrear, catalogar y caracterizar ciertos asteroides y cometas cercanos a la Tierra" fue presentado en marzo de 2005 por la representante Dana Rohrabacher (R-CA). Finalmente se incorporó a S.1281, la Ley de Autorización de la NASA de 2005, aprobada por el Congreso el 22 de diciembre de 2005, posteriormente firmada por el presidente, y declarando en parte:

El Congreso de los Estados Unidos ha declarado que el bienestar y la seguridad generales de los Estados Unidos requieren que la competencia única de la NASA se dirija a la detección, seguimiento, catalogación y caracterización de asteroides y cometas cercanos a la Tierra para brindar advertencia y mitigación del peligro potencial de tales objetos cercanos a la Tierra. El administrador de la NASA planificará, desarrollará e implementará un programa de inspección de objetos cercanos a la Tierra para detectar, rastrear, catalogar y caracterizar las características físicas de los objetos cercanos a la Tierra iguales o superiores a 140 metros de diámetro con el fin de evaluar la amenaza de tales objetos cercanos a la Tierra. El objetivo del programa de levantamientos será completar el 90% de su catálogo de objetos cercanos a la Tierra (basado en poblaciones de objetos cercanos a la Tierra pronosticadas estadísticamente) dentro de los 15 años posteriores a la fecha de promulgación de esta Ley. El Administrador de la NASA transmitirá al Congreso, a más tardar 1 año después de la fecha de promulgación de esta Ley, un informe inicial que proporcione lo siguiente: (A) Un análisis de las posibles alternativas que la NASA puede emplear para llevar a cabo el programa de levantamiento, incluido el terreno: alternativas basadas en el espacio y en el espacio con descripciones técnicas. (B) Una opción recomendada y un presupuesto propuesto para llevar a cabo el programa de Encuestas de conformidad con la opción recomendada. (C) Análisis de posibles alternativas que la NASA podría emplear para desviar un objeto en un curso probable de colisión con la Tierra.

El resultado de esta directiva fue un informe presentado al Congreso a principios de marzo de 2007. Este fue un estudio de Análisis de Alternativas (AoA) dirigido por la oficina de Análisis y Evaluación de Programas (PA&E) de la NASA con el apoyo de consultores externos, Aerospace Corporation, NASA Langley Research Center (LaRC) y SAIC (entre otros).

### Proyectos en marcha

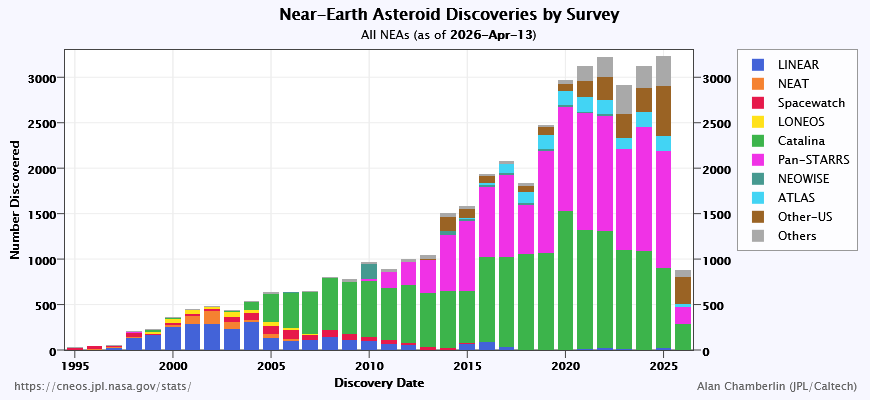
Número de NEOs detectados por varios proyectos.

Wide-field Infrared Survey Explorer – primeros cuatro años de datos a partir de diciembre de 2013 (animado; 20 de abril de 2018)

El Centro de Planetas Menores en Cambridge, Massachusetts, ha estado catalogando las órbitas de asteroides y cometas desde 1947. Recientemente se le han sumado estudios que se especializan en localizar los objetos próximos a la Tierra (NEO), muchos (a principios de 2007) financiados por la Oficina del programa Near Earth Object de la NASA como parte de su programa Spaceguard. Uno de los más conocidos es LINEAR, que comenzó en 1996. En 2004, LINEAR estaba descubriendo decenas de miles de objetos cada año y representaba el 65% de todas las detecciones de asteroides nuevos. LINEAR utiliza dos telescopios de un metro y un telescopio de medio metro con base en Nuevo México.
En Catalina Sky Survey (CSS) se lleva a cabo en el Observatorio Steward de la Estación Astronómica Catalina, situado cerca de Tucson, Arizona, en los Estados Unidos. Utiliza dos telescopios, un telescopio f/2 de 1,5 metros (60 pulgadas) en la cima del monte Lemmon y un telescopio Schmidt de 68 cm (27 pulgadas) f/1,7 cerca del monte Bigelow (ambos en Tucson, Arizona). En 2005, CSS se convirtió en el estudio de NEOs más prolífico que superó a Lincoln Near-Earth Asteroid Research (LINEAR) en el número total de NEOs y asteroides potencialmente peligrosos descubiertos cada año desde entonces. CSS descubrió 310 NEOs en 2005, 396 en 2006, 466 en 2007 y en 2008 se encontraron 564 NEOs.
Spacewatch, que utiliza un telescopio de 90 centímetros ubicado en el Observatorio Kitt Peak en Arizona, actualizado con equipos automáticos de apuntado, imágenes y análisis para buscar intrusos en los cielos, fue creado en 1980 por Tom Gehrels y Robert S. McMillan del Laboratorio Lunar y Planetario de la Universidad de Arizona en Tucson, y ahora está siendo operado por McMillan. El proyecto Spacewatch ha adquirido un telescopio de 1,8 metros, también en Kitt Peak, para buscar NEOs, y ha proporcionado al antiguo telescopio de 90 centímetros un sistema de imágenes electrónico mejorado con una resolución mucho mayor, mejorando su capacidad de búsqueda.
Otros programas de seguimiento de objetos cercanos a la Tierra incluyen Near Earth Asteroid Tracking (NEAT), el Lowell Observatory Near-Earth-Object Search (LONEOS), Campo Imperatore Near-Earth Object Survey (CINEOS), Japan Spaceguard Association, y Asiago-DLR Asteroid Survey. Pan-STARRS completó la construcción del telescopio en 2010 y ahora está observando activamente.
El Asteroid Terrestrial-impact Last Alert System, ahora en funcionamiento, realiza exploraciones frecuentes del cielo con miras a la detección en una etapa posterior en el tramo de colisión de la órbita del asteroide. Serían demasiado tarde para la desviación, pero aún a tiempo para la evacuación y preparación de la región terrestre afectada.
Otro proyecto, apoyado por la Unión Europea , es NEOShield, que analiza opciones realistas para prevenir la colisión de un NEO con la Tierra. Su objetivo es proporcionar diseños de misiones de prueba para conceptos factibles de mitigación de NEOs. El proyecto hace especial hincapié en dos aspectos.
1. El primero es el enfoque en el desarrollo tecnológico de técnicas e instrumentos esenciales necesarios para la guía, la navegación y el control (GNC) en las inmediaciones de asteroides y cometas. Esto permitirá, por ejemplo, golpear tales cuerpos con una nave espacial de impacto cinético de alta velocidad y observarlos antes, durante y después de un intento de mitigación, por ejemplo, para la determinación y monitoreo de la órbita.
2. El segundo se centra en perfeccionar la caracterización de objetos cercanos a la Tierra (NEO). Además, NEOShield-2 llevará a cabo observaciones astronómicas de los objetos cercanos a la Tierra, para mejorar la comprensión de sus propiedades físicas, concentrándose en los tamaños más pequeños de mayor preocupación con fines de mitigación, y para identificar otros objetos adecuados para misiones de caracterización física y demostración de deflexión de objetos cercanos a la Tierra.[33]

"Spaceguard" es el nombre de estos programas poco afiliados, algunos de los cuales reciben fondos de la NASA para cumplir con un requisito del Congreso de los EE. UU. de detectar el 90% de los asteroides cercanos a la Tierra de más de 1 km de diámetro para 2008. Un estudio de la NASA de 2003 de un seguimiento -en el programa sugiere gastar entre 250 y 450 millones de dólares para detectar el 90% de todos los asteroides cercanos a la Tierra de 140 metros o más para el 2028.
NEODyS es una base de datos en línea de NEO conocidos.

#### MisiónSentinel
La Fundación B612 es una fundación privada sin fines de lucro con sede en los Estados Unidos, dedicada a proteger la Tierra de los impactos de asteroides. Está dirigido principalmente por científicos, ex-astronautas e ingenieros del Institute for Advanced Study, el Instituto de Investigación del Suroeste, la Universidad de Stanford, la NASA y la industria espacial.
Como organización no gubernamental, ha llevado a cabo dos líneas de investigación relacionadas para ayudar a detectar objetos cercanos a la Tierra que algún día podrían golpear la Tierra y encontrar los medios tecnológicos para desviar su camino y evitar tales colisiones. El objetivo actual de la fundación es diseñar y construir un telescopio espacial de búsqueda de asteroides con financiación privada, Sentinel, que se lanzará en 2017-2018. El telescopio infrarrojo del Sentinel, una vez estacionado en una órbita similar a la de Venus, ayudará a identificar los NEOs amenazadores al catalogar el 90% de aquellos con diámetros mayores a 140 metros (460 pies), así como inspeccionar objetos más pequeños del Sistema Solar.
Los datos recopilados por Sentinel ayudarán a identificar asteroides y otros objetos cercanos a la Tierra que presentan un riesgo de colisión con la Tierra, al ser enviados a redes de intercambio de datos científicos, incluida la NASA e instituciones académicas como el Minor Planet Center. La fundación también propone la desviación de asteroides de NEOs potencialmente peligrosos mediante el uso de tractores de gravedad para desviar sus trayectorias lejos de la Tierra, un concepto co-inventado por el director ejecutivo de la organización, físico y el ex-astronauta de la NASA Ed Lu.

### Proyectos prospectivos
Orbit@home tiene la intención de proporcionar recursos informáticos distribuidos para optimizar la estrategia de búsqueda. El 16 de febrero de 2013, el proyecto se detuvo debido a la falta de subvenciones. Sin embargo, el 23 de julio de 2013, el proyecto orbit@home fue seleccionado para ser financiado por el programa de Observación de Objetos Cercanos a la Tierra de la NASA y debía reanudar sus operaciones en algún momento a principios de 2014. A partir del 13 de julio de 2018, el proyecto estaba fuera de línea de acuerdo con su sitio web.
El Gran Telescopio para Rastreos Sinópticos, actualmente en construcción, se espera que para llevar a cabo una solución amplia, de alta resolución encuesta partir de la década de 2020.

### Detección desde el espacio
El 8 de noviembre de 2007, el Subcomité de Espacio y Aeronáutica del Comité de Ciencia y Tecnología de la Cámara de Representantes celebró una audiencia para examinar el estado del programa de inspección de objetos cercanos a la Tierra de la NASA. Funcionarios de la NASA propusieron la posibilidad de utilizar el Wide-Field Infrared Survey Explorer (WISE).
WISE examinó el cielo en la banda infrarroja con una sensibilidad muy alta. Los asteroides que absorben la radiación solar se pueden observar a través de la banda infrarroja. Se utilizó para detectar objetos cercanos a la Tierra, además de cumplir con sus objetivos científicos. Se proyecta que WISE podría detectar 400 NEOs (aproximadamente el dos por ciento de la población de NEOs estimada de interés) dentro de la misión de un año.
NEOSSat, el satélite de vigilancia de objetos cercanos a la Tierra, es un microsatélite lanzado en febrero de 2013 por la Agencia Espacial Canadiense (CSA) que buscará objetos cercanos a la Tierra en el espacio. Además, el Near-Earth Object WISE (NEOWISE), una extensión de la misión WISE, comenzó en septiembre de 2013 (en su segunda extensión de misión) para cazar asteroides y cometas cerca de la órbita de la Tierra.

### Deep Impact
Una investigación publicada en la edición del 26 de marzo de 2009 de la revista Nature, describe cómo los científicos pudieron identificar un asteroide en el espacio antes de que entrara en la atmósfera de la Tierra, lo que permitió a las computadoras determinar su área de origen en el Sistema Solar y predecir la hora de llegada y la ubicación en la Tierra de sus partes supervivientes destrozadas. El asteroide de cuatro metros de diámetro, llamado 2008 TC3, fue avistado inicialmente por el telescopio automatizado Catalina Sky Survey, el 6 de octubre de 2008. Los cálculos predijeron correctamente que impactaría 19 horas después del descubrimiento y en el desierto de Nubia del norte de Sudán.
Se han identificado varias amenazas potenciales, como (99942) Apophis (anteriormente conocida por su designación provisional 2004 MN 4), que en 2004 tenía temporalmente una probabilidad de impacto de alrededor del 3% para el año 2029. Observaciones adicionales redujeron esta probabilidad a cero.

## Patrón de cálculo de probabilidad de impacto

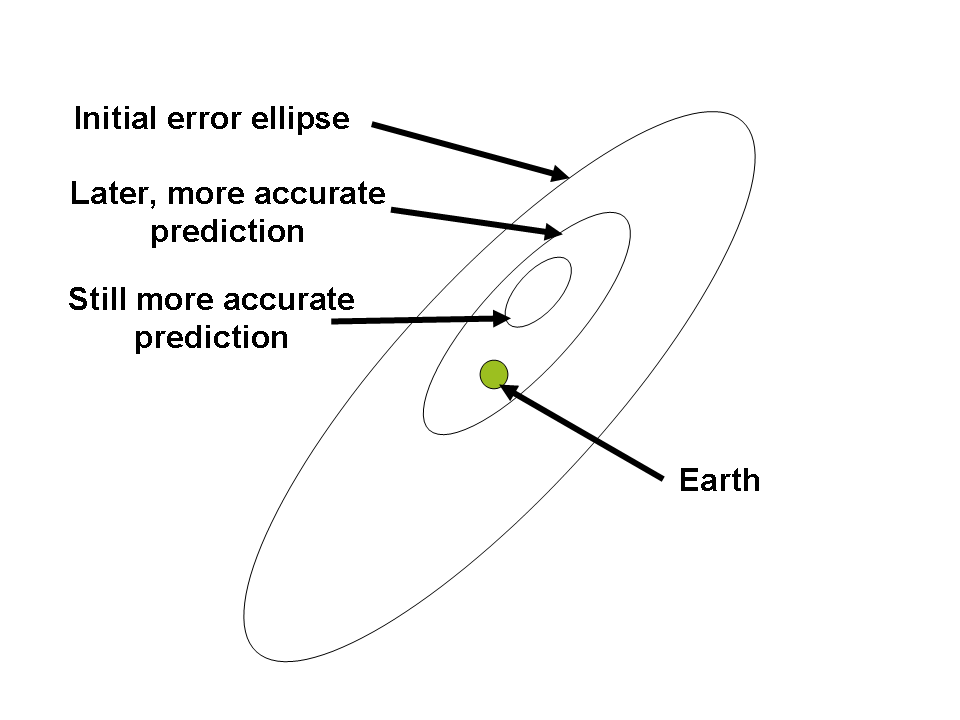
Por qué la probabilidad de impacto de un asteroide a menudo aumenta y luego disminuye.

Las elipses en el diagrama de la derecha muestran la posición predicha de un ejemplo de asteroide en la aproximación más cercana a la Tierra. Al principio, con solo unas pocas observaciones de asteroides, la elipse de error es muy grande e incluye la Tierra. Otras observaciones reducen la elipse de error, pero aún incluye la Tierra. Esto aumenta la probabilidad de impacto predicha, ya que la Tierra ahora cubre una fracción más grande de la región de error. Finalmente, aún más observaciones (a menudo observaciones de radar o descubrimiento de un avistamiento previo del mismo asteroide en imágenes de archivo) reducen la elipse revelando que la Tierra está fuera de la región de error y la probabilidad de impacto es cercana a cero.
Para los asteroides que están en camino de chocar contra la Tierra, la probabilidad de impacto predicha continúa aumentando a medida que se realizan más observaciones. Este patrón similar hace que sea difícil diferenciar entre los asteroides que solo se acercarán a la Tierra y los que realmente lo golpearán. Esto, a su vez, hace que sea difícil decidir cuándo dar la alarma, ya que ganar más certeza lleva tiempo, lo que reduce el tiempo disponible para reaccionar ante un impacto previsto. Sin embargo, dar la alarma demasiado pronto tiene el peligro de causar una falsa alarma y crear un efecto de El pastor mentiroso si el asteroide de hecho no llega a la Tierra.

## Estrategias para evitar colisiones
Varias técnicas para evitar colisiones tienen diferentes compensaciones con respecto a métricas como el rendimiento general, el costo, los riesgos de falla, las operaciones y la preparación de la tecnología. Existen varios métodos para cambiar el curso de un asteroide/cometa. Estos se pueden diferenciar por varios tipos de atributos, como el tipo de mitigación (deflexión o fragmentación), la fuente de energía (cinética, electromagnética, gravitacional, solar/térmica o nuclear) y la estrategia de enfoque (interceptación, encuentro o estación remota).
Las estrategias se dividen en dos conjuntos básicos: fragmentación y demora. La fragmentación se concentra en hacer que el impactador sea inofensivo fragmentándolo y dispersando los fragmentos de modo que no lleguen a la Tierra o sean lo suficientemente pequeños como para quemarse en la atmósfera. La demora aprovecha el hecho de que tanto la Tierra como el impactador están en órbita. Un impacto ocurre cuando ambos alcanzan el mismo punto en el espacio al mismo tiempo, o más correctamente cuando algún punto de la superficie de la Tierra se cruza con la órbita del impactador cuando llega el impactador. Desde la tierra tiene aproximadamente 12,750 km de diámetro y se mueve aprox. a 30 km por segundo en su órbita, recorre una distancia de un diámetro planetario en aproximadamente 425 segundos, o un poco más de siete minutos. Retrasar o adelantar la llegada del impactador en momentos de esta magnitud puede, dependiendo de la geometría exacta del impacto, hacer que no llegue a la Tierra.
Las estrategias para evitar colisiones también pueden verse como directas o indirectas y en la rapidez con que transfieren energía al objeto. Los métodos directos, como los explosivos nucleares o los impactadores cinéticos, interceptan rápidamente la trayectoria del bólido. Se prefieren los métodos directos porque generalmente son menos costosos en tiempo y dinero. Sus efectos pueden ser inmediatos, ahorrando así un tiempo precioso. Estos métodos funcionarían para amenazas a corto y largo plazo, y son más efectivos contra objetos sólidos que pueden ser empujados directamente, pero en el caso de impactadores cinéticos, no son muy efectivos contra grandes montones de escombros poco agregados. Los métodos indirectos, como los tractores de gravedad , la colocación de cohetes o impulsores de masa, son mucho más lentos. Requieren viajar al objeto, cambiando el rumbo hasta 180 grados para un encuentro espacial, y luego tomar mucho más tiempo para cambiar el camino del asteroide lo suficiente como para que pierda la Tierra.
Se cree que muchos objetos cercanos a la Tierra son "montones de escombros voladores" que solo se mantienen unidos por la gravedad, y un intento típico de desvío del impacto cinético del tamaño de una nave espacial podría romper el objeto o fragmentarlo sin ajustar suficientemente su curso. Si un asteroide se rompe en fragmentos, cualquier fragmento de más de 35 metros de diámetro no se quemará en la atmósfera y podría impactar en la Tierra. Rastrear los miles de fragmentos similares a perdigones que podrían resultar de tal explosión sería una tarea muy desalentadora, aunque la fragmentación sería preferible a no hacer nada y permitir que el cuerpo de escombros originalmente más grande, que es análogo a un disparo y una bala de cera, impacte la Tierra.
En las simulaciones de Cielo realizadas en 2011-2012, en las que la velocidad y la cantidad de suministro de energía fueron lo suficientemente altas y coincidieron con el tamaño de la pila de escombros, como después de una explosión nuclear personalizada, los resultados indicaron que cualquier fragmento de asteroide, creado después del pulso de energía, no representaría una amenaza de reunificación (incluso para aquellos con la forma del asteroide Itokawa), sino que alcanzaría rápidamente la velocidad de escape de su cuerpo padre (que para Itokawa es de aproximadamente 0,2 m/s) y, por lo tanto, se movería fuera de una trayectoria de impacto terrestre.

### Dispositivo explosivo nuclear

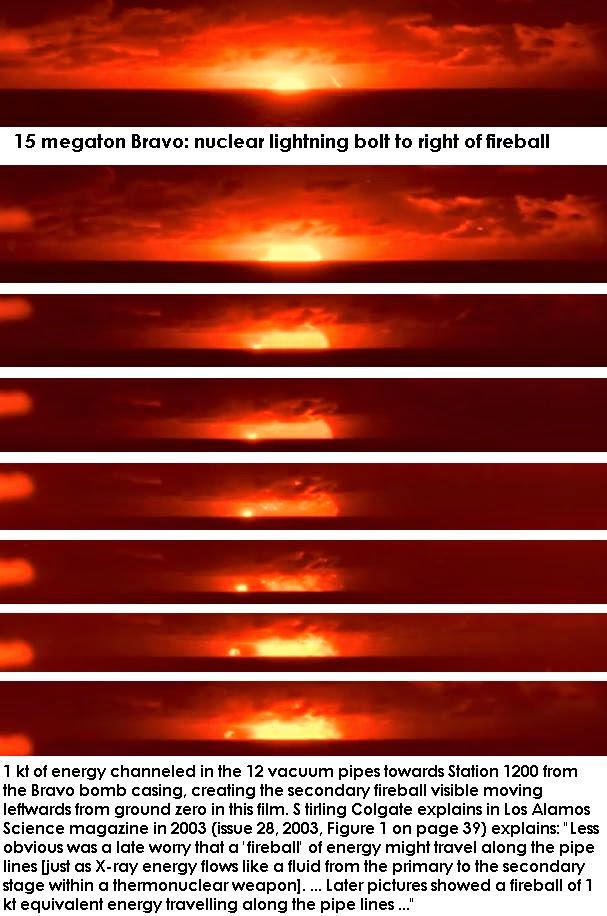
De manera similar a las tuberías anteriores llenas de una presión parcial de helio, como se usó en la prueba Ivy Mike de 1952, la prueba Castle Bravo de 1954 también fue fuertemente instrumentada con tuberías de línea de visión (LOS), para definir mejor y cuantificar el tiempo y las energías de los rayos X y los neutrones producidos por estos primeros dispositivos termonucleares. Uno de los resultados de este trabajo de diagnóstico resultó en esta representación gráfica del transporte de rayos X energéticos y neutrones a través de una línea de vacío, de unos 2,3 km de longitud, tras lo cual calentó materia sólida en el fortín "estación 1200" y así generó una bola de fuego secundaria.

Iniciándose un dispositivo explosivo nuclear por encima de, en, o ligeramente por debajo de la superficie de un cuerpo celeste amenaza es una opción potencial de desviación, con la altura de la detonación óptima depende de la composición y el tamaño del objeto. No se requiere que se vaporice todo el NEO para mitigar una amenaza de impacto. En el caso de una amenaza entrante desde una "pila de escombros", el stand off, o la altura de detonación por encima de la configuración de la superficie, se ha planteado como un medio para prevenir la fractura potencial de la pila de escombros. Los neutrones energéticos y los rayos X suaves liberados por la detonación, que no penetran de manera apreciable en la materia, se convierten en calor térmico al encontrarse con la materia de la superficie del objeto, vaporizando ablativamente todas las áreas de la superficie del objeto expuestas a la línea de visión a poca profundidad, girando la superficie material se calienta en eyección y, de manera análoga a la eyección de un escape de motor de cohete químico, cambiando la velocidad, o "empujando", el objeto se desvía de su curso por la reacción, siguiendo la tercera ley de Newton, con la eyección yendo en una dirección y el objeto siendo propulsado en el otro. Dependiendo de la energía del dispositivo explosivo, el efecto de escape del cohete resultante, creado por la alta velocidad de la eyección de masa vaporizada del asteroide, junto con la pequeña reducción de masa del objeto, produciría un cambio suficiente en la órbita del objeto como para hacer que se desviara de la Tierra.
Se ha propuesto una Misión de Mitigación de Asteroides a Hipervelocidad para Respuesta a Emergencias (HAMMER).

#### Enfoque de distanciamiento
Si el objeto es muy grande pero sigue siendo una pila de escombros suelta, una solución es detonar uno o una serie de artefactos explosivos nucleares junto al asteroide, a una altura de separación de 20 metros (66 pies) o más por encima de su superficie,  para no fracturar el objeto potencialmente unido sin apretar. Siempre que esta estrategia de separación se haya realizado con suficiente antelación, la fuerza de un número suficiente de explosiones nucleares alteraría la trayectoria del objeto lo suficiente como para evitar un impacto, según simulaciones por computadora y evidencia experimental de meteoritos expuestos a impulsos de rayos X térmicos de la Máquina Z.
En 1967, a los estudiantes graduados del profesor Paul Sandorff en el Instituto de Tecnología de Massachusetts se les asignó la tarea de diseñar un método para prevenir un hipotético impacto distante de 18 meses en la Tierra por el asteroide (1566) Icarus de 1,4 kilómetros de ancho (0,87 millas), un objeto que realiza acercamientos cercanos regulares a la Tierra, a veces tan cerca como 16 distancias lunares. Para lograr la tarea dentro del plazo y con un conocimiento material limitado de la composición del asteroide, se concibió un sistema de separación variable. Esto habría utilizado una serie de cohetes Saturno V modificados enviados en cursos de interceptación y la creación de un puñado de artefactos explosivos nucleares en el rango de energía de 100 megatones, coincidentemente, el mismo rendimiento máximo que habría sido el rendimiento máximo de la Bomba del Zar de los soviéticos si se hubiera utilizado un manipulador de uranio, ya que cada carga útil del vehículo cohete. El estudio de diseño se publicó más tarde como Proyecto Icarus, que sirvió de inspiración para la película Meteoro de 1979.
Un análisis de la NASA de las alternativas de deflexión, realizado en 2007, declaró:

Se evalúa que las explosiones de enfrentamiento nuclear son de 10 a 100 veces más efectivas que las alternativas no nucleares analizadas en este estudio. Otras técnicas que involucran el uso superficial o subterráneo de explosivos nucleares pueden ser más eficientes, pero corren un mayor riesgo de fracturar el NEO objetivo. También conllevan mayores riesgos de desarrollo y operaciones.

En el mismo año, la NASA publicó un estudio en el que se suponía que el asteroide Apophis (con un diámetro de alrededor de 300 metros o 1,000 pies) tenía una densidad de pila de escombros mucho menor (1,500 kg/m3 o 100 lb/cu ft) y, por lo tanto, masa menor de la que ahora se sabe que tiene, y en el estudio, se supone que está en una trayectoria de impacto con la Tierra para el año 2029. En estas condiciones hipotéticas, el informe determina que una "nave espacial Cradle" sería suficiente para desviar el impacto de la Tierra. Esta nave espacial conceptual contiene seis paquetes de física B83, cada uno configurado para su rendimiento máximo de 1.2 megatoneladas, agrupados y montados por un vehículo Ares V en algún momento de la década de 2020, con cada B83 siendo fusionado para detonar sobre la superficie del asteroide a una altura de 100 metros o 330 pies ("1/3 del diámetro del objeto" como su punto de separación), uno tras otro, con intervalos de una hora entre cada detonación. Los resultados de este estudio indicaron que un solo empleo de esta opción "puede desviar NEOs de [100-500 metros o 330-1,640 pies de diámetro] dos años antes del impacto, y NEOs más grandes con al menos cinco años de advertencia". Estas cifras de efectividad son consideradas "conservadoras" por sus autores, y solo se consideró la salida de rayos X térmica de los dispositivos B83, mientras que el calentamiento de neutrones se descuidó para facilitar los cálculos.

#### Uso superficial y subterráneo

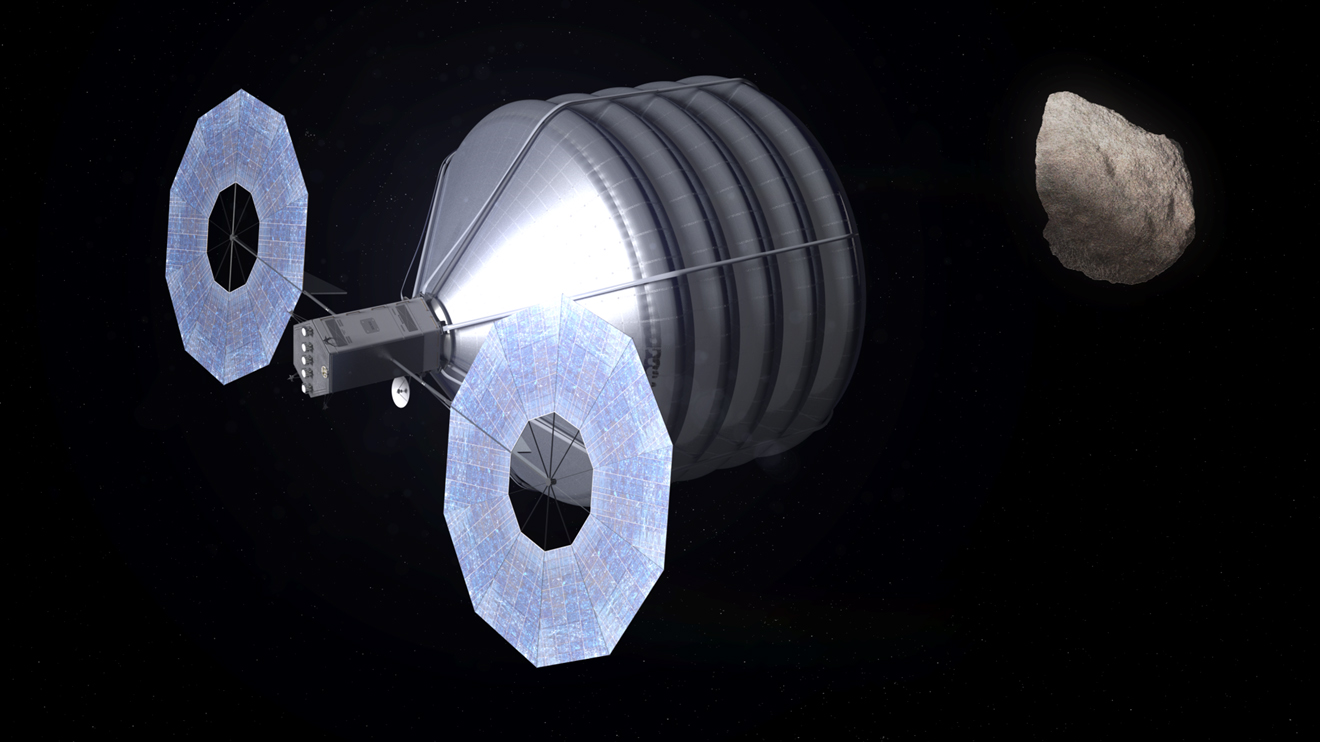
La impresión de este artista de la Misión de redirección de asteroides temprana sugiere otro método para cambiar la órbita de un gran cuerpo celeste amenazante al capturar objetos celestes relativamente más pequeños y usarlos, y no los pequeños trozos de nave espacial propuestos generalmente, como medio para crear un poderoso impacto cinético, o alternativamente, un tractor gravitacional más fuerte y de acción más rápida, ya que algunos asteroides de baja densidad como 253 Matilde pueden disipar la energía del impacto.

En 2011, el director del Centro de Investigación de Desviación de Asteroides de la Universidad Estatal de Iowa, el Dr. Bong Wie (que había publicado anteriormente estudios de deflexión de impactadores cinéticos), comenzó a estudiar estrategias que podrían tratar con desviaciones de 50 a 500 metros para objetos de diámetro (200–1,600 pies) cuando el tiempo de impacto con la Tierra era de menos de un año. Llegó a la conclusión de que para proporcionar la energía requerida, una explosión nuclear u otro evento que pudiera generar la misma potencia son los únicos métodos que pueden funcionar contra un asteroide muy grande dentro de estos límites de tiempo.
Este trabajo dio como resultado la creación de un vehículo conceptual de intercepción de asteroides a hipervelocidad (HAIV), que combina un impactador cinético para crear un cráter inicial para una detonación nuclear subsuperficial de seguimiento dentro de ese cráter inicial, lo que generaría un alto grado de eficiencia en el conversión de la energía nuclear que se libera en la detonación en energía de propulsión al asteroide.
Una propuesta similar usaría un dispositivo nuclear de detonación superficial en lugar del impactador cinético para crear el cráter inicial, y luego usaría el cráter como tobera de cohete para canalizar las detonaciones nucleares sucesivas.
En la conferencia de Conceptos Avanzados e Innovadores (NIAC) de la NASA de 2014, Wie y sus colegas afirmaron que "tenemos la solución, utilizando nuestro concepto básico, para poder mitigar la amenaza del impacto de asteroides, con cualquier rango de advertencia". Por ejemplo, según sus modelos informáticos, con un tiempo de advertencia de 30 días, un asteroide de 300 metros de ancho (1000 pies) sería neutralizado mediante el uso de un solo HAIV, con menos del 0,1 % de la masa del objeto destruido que potencialmente golpearía la Tierra, lo que en comparación sería más que aceptable.
A partir de 2015, Wie ha colaborado con el Proyecto Danés de Defensa de Asteroides de Emergencia (EADP), que en última instancia tiene la intención de obtener fondos suficientes para diseñar, construir y almacenar una nave espacial HAIV no nuclear como seguro planetario. Para el impacto de asteroides amenazadores demasiado grandes y/o demasiado cercanos a la Tierra para ser desviados efectivamente por el enfoque no nuclear HAIV, los dispositivos explosivos nucleares (con un 5% del rendimiento explosivo que los utilizados para la estrategia de separación) están destinados a ser canjeados, bajo supervisión internacional, cuando surjan las condiciones que lo requieran.

#### Posibilidad de desviación de cometas

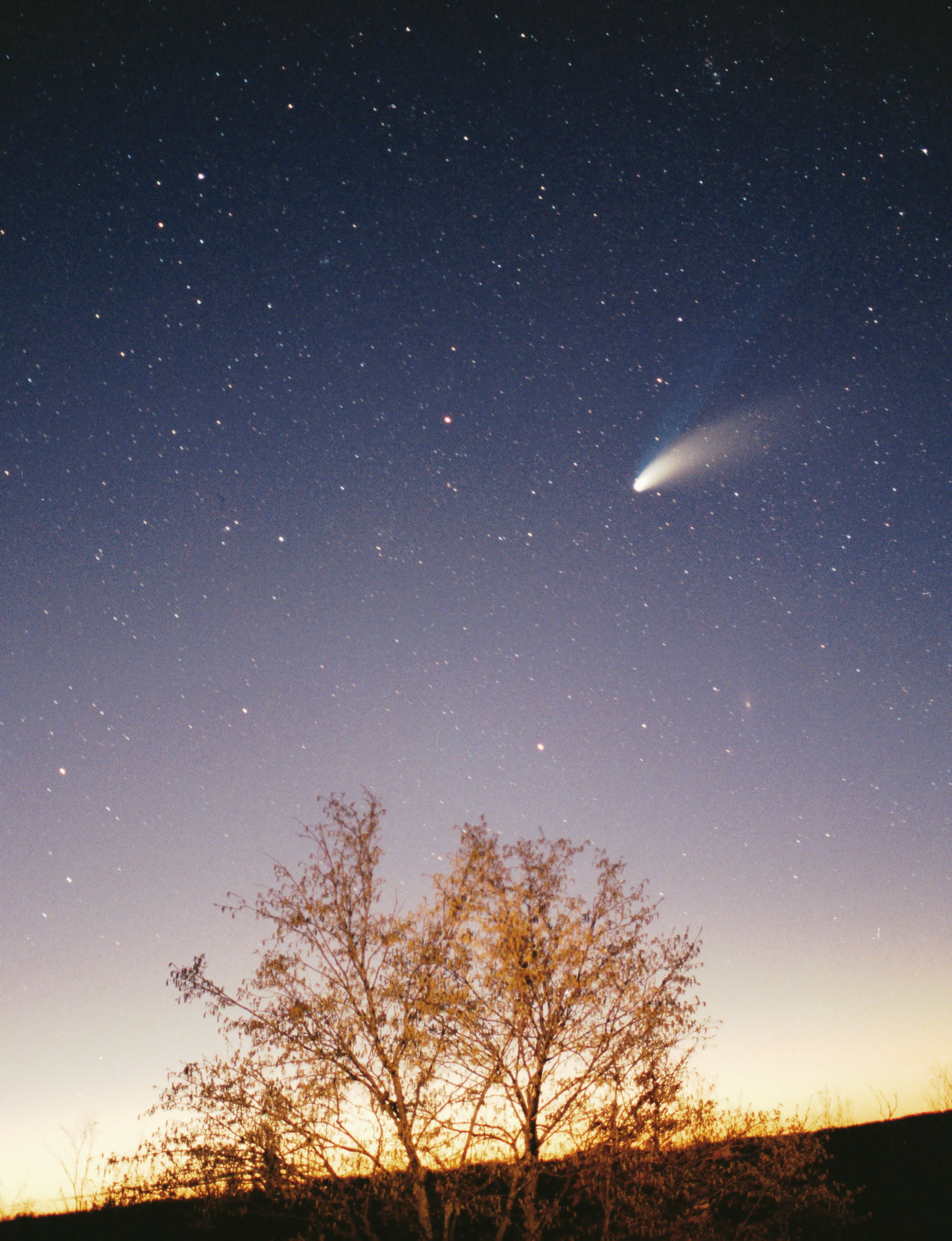
"¿Quién sabe si, cuando un cometa se acerque a este globo para destruirlo... los hombres no arrancarán las rocas de sus cimientos por medio de vapor, y arrojarán montañas, como se dice que hicieron los gigantes, contra la masa en llamas?"
— Lord Byron

Tras los impactos del cometa Shoemaker-Levy 9 en 1994 con Júpiter, Edward Teller propuso, a un colectivo de ex diseñadores de armas de la Guerra Fría de EE. UU. y Rusia en una reunión del taller de defensa planetaria de 1995 en el Laboratorio Nacional Lawrence Livermore (LLNL), que colaboraran para diseñar un dispositivo explosivo nuclear de un gigatón, que sería equivalente a la energía cinética de un asteroide de un kilómetro de diámetro (0,62 mi). El dispositivo teórico de un gigatón pesaría entre 25 y 30 toneladas, lo suficientemente ligero como para ser levantado en el cohete Energía. Podría usarse para vaporizar instantáneamente un asteroide de un kilómetro (0,62 millas), desviar los caminos de los asteroides de clase ELE (más de 10 kilómetros o 6,2 millas de diámetro) con un aviso breve de unos pocos meses. Con un año de aviso, y en un lugar de intercepción no más cercano que Júpiter, también podría lidiar con los cometas de período corto aún más raros que pueden salir del cinturón de Kuiper y transitar más allá de la órbita terrestre dentro de dos años. Para los cometas de esta clase, con un diámetro máximo estimado de 100 kilómetros (62 millas), Chiron sirvió como la amenaza hipotética.
En 2013, los Laboratorios Nacionales relacionados de EE . UU. y de Rusia firmaron un acuerdo que incluye la intención de cooperar en la defensa contra asteroides.

#### Capacidad actual
En abril de 2014, un informe de la Oficina de Contabilidad del Gobierno de Estados Unidos señala que la NNSA está reteniendo subconjuntos enlatados (CSA, etapas secundarias nucleares) en un estado indeterminado en espera de una evaluación gubernamental de alto nivel de su uso en la defensa planetaria contra los asteroides terrestres". En su solicitud de presupuesto FY2015, la NNSA señaló que el desmontaje del componente B53 de nueve megatones se "retrasó", lo que llevó a algunos observadores a concluir que podrían ser los CSA de ojivas retenidos para posibles fines de defensa planetaria.

### Impacto cinético

La colisión del Deep Impact de 2005 con el cometa Tempel 1 de ocho por cinco kilómetros (5 por 3 millas). El destello del impacto y la eyección resultante son claramente visibles. El impactador entregó 19 gigajulios (el equivalente a 4,8 toneladas de TNT) tras el impacto. Generaba un cambio de velocidad previsto de 0,0001 mm/s (0,014 in/h) en el movimiento orbital del cometa y disminuía la distancia del perihelio en 10 m (33 pies). Después del impacto, un periódico informó que la órbita del cometa cambió 10 cm (3,9 pulgadas).

El impacto de un objeto masivo, como una nave espacial o incluso otro objeto cercano a la Tierra, es otra posible solución a un impacto NEO pendiente. Un objeto con una gran masa cerca de la Tierra podría ser enviado en curso de colisión con el asteroide, desviándolo.
Cuando el asteroide todavía está lejos de la Tierra, una forma de desviar el asteroide es alterar directamente su impulso haciendo chocar una nave espacial con el asteroide.
Un análisis de la NASA de las alternativas de desviación, realizado en 2007, declaró:

Los impactadores cinéticos no nucleares son el enfoque más maduro y podrían usarse en algunos escenarios de desviación/mitigación, especialmente para NEO que consisten en un solo cuerpo sólido pequeño.

La Agencia Espacial Europea (ESA) estudió el diseño preliminar de dos misiones espaciales para mediados de 2020, denominadas AIDA (antes Don Quijote), y de realizarse, serían la primera misión de desviación intencional de asteroides. El Equipo de Conceptos Avanzados de la ESA también ha demostrado teóricamente que se podría lograr una desviación de (99942) Apofis enviando una nave espacial simple que pesa menos de una tonelada para impactar contra el asteroide. Durante un estudio de compensación, uno de los principales investigadores argumentó que una estrategia llamada 'desviación del impactador cinético' era más eficiente que otras.
La misión NEOShield-2 de la Unión Europea también está estudiando principalmente el método de mitigación Kinetic Impactor. El principio del método de mitigación del impactador cinético es que el NEO o asteroide se desvía después de un impacto de una nave espacial impactadora. Se utiliza el principio de transferencia de impulso, ya que el impactador choca contra el NEO a una velocidad muy alta de 10 km/s (36 000 km/h; 22 000 mph) o más. El impulso del impactador se transfiere al NEO, provocando un cambio de velocidad y, por lo tanto, haciendo que se desvíe ligeramente de su curso.
A mediados de 2021, se aprobó la misión AIDA modificada. La nave espacial con impacto cinético Prueba de redirección de doble asteroide (DART) de la NASA se lanzó en noviembre de 2021. El objetivo es impactar Dimorphos (apodado Didymoon), la luna de 180 metros (590 pies) del planeta menor del asteroide cercano a la Tierra 65803 Didymos. El impacto ocurrirá en octubre de 2022 cuando Didymos esté relativamente cerca de la Tierra, lo que permitirá que los telescopios terrestres y el radar planetario observen el evento. El resultado del impacto será cambiar la velocidad orbital y, por lo tanto, el período orbital de Dimorphos, en una cantidad lo suficientemente grande como para que pueda medirse desde la Tierra. Esto mostrará por primera vez que es posible cambiar la órbita de un pequeño asteroide de 200 metros (660 pies), alrededor del tamaño que probablemente requiera una mitigación activa en el futuro. La segunda parte de la misión AIDA – la ESA HERA nave espacial – ha sido aprobada por los Estados miembros de la ESA en octubre de 2019. Llegaría al sistema Didymos en 2027 y mediría tanto la masa de Dimorphos como el efecto preciso del impacto en ese cuerpo, lo que permitiría una mejor extrapolación de la misión AIDA a otros objetivos.

### Tractor de gravedad de asteroides
Otra alternativa a la desviación explosiva es mover el asteroide lentamente con el tiempo. Se acumula una cantidad pequeña pero constante de empuje para desviar un objeto lo suficiente de su curso. Edward T. Lu y Stanley G. Love han propuesto utilizar una enorme nave espacial no tripulada que se cierne sobre un asteroide para atraer gravitacionalmente al asteroide a una órbita no amenazante. Aunque ambos objetos son atraídos gravitacionalmente uno hacia el otro, la nave espacial puede contrarrestar la fuerza hacia el asteroide, por ejemplo, mediante un propulsor de iones , por lo que el efecto neto sería que el asteroide se acelere hacia la nave espacial y, por lo tanto, se desvíe ligeramente de su órbita. Si bien es lento, este método tiene la ventaja de funcionar independientemente de la composición o velocidad de rotación del asteroide; los asteroides apilados en escombros serían difíciles de desviar mediante detonaciones nucleares, mientras que un dispositivo de empuje sería difícil o ineficaz de montar en un asteroide de rotación rápida. Un tractor de gravedad probablemente tendría que pasar varios años junto al asteroide para ser efectivo.
Un análisis de la NASA de las alternativas de desviación, realizado en 2007, declaró:

Las técnicas de mitigación de "empuje lento" son las más costosas, tienen el nivel más bajo de preparación técnica y su capacidad para viajar y desviar un NEO amenazante sería limitada a menos que sea posible una duración de la misión de muchos años o décadas.

### Pastor de haz de iones
Otra técnica de desviación de asteroides "sin contacto" ha sido propuesta por C. Bombardelli y J. Peláez de la Universidad Politécnica de Madrid. El método implica el uso de un propulsor de iones de baja divergencia que apunta al asteroide desde una nave espacial cercana. El impulso transmitido por los iones que alcanzan la superficie del asteroide produce una fuerza lenta pero continua que puede desviar el asteroide de manera similar al tractor de gravedad, pero con una nave espacial más liviana.

### Enfoque en la energía solar
HJ Melosh con IV Nemchinov propusieron desviar un asteroide o un cometa enfocando la energía solar en su superficie para crear un impulso a partir de la vaporización resultante del material. Este método requeriría primero la construcción de una estación espacial con un sistema de grandes espejos cóncavos colectores similares a los que se utilizan en los hornos solares.
La mitigación de la órbita con luz solar altamente concentrada es escalable para lograr la desviación predeterminada dentro de un año, incluso para un cuerpo que amenaza globalmente sin un tiempo de advertencia prolongado.
Tal estrategia acelerada puede volverse de actualidad en el caso de la detección tardía de un peligro potencial y también, si es necesario, al brindar la posibilidad de alguna acción adicional. Los reflectores cóncavos convencionales son prácticamente inaplicables a la geometría de alta concentración en el caso de un objetivo espacial de sombra gigante, que se encuentra frente a la superficie reflejada. Esto se debe principalmente a la dispersión dramática de los puntos focales de los espejos en el objetivo debido a la aberración óptica, cuando el eje óptico no está alineado con el Sol. Por otro lado, el posicionamiento de cualquier colector a una distancia del objetivo mucho mayor que su tamaño no produce el nivel de concentración requerido (y por lo tanto la temperatura) debido a la divergencia natural de los rayos solares. Tales restricciones principales están inevitablemente en cualquier ubicación con respecto al asteroide de uno o más colectores reflectores hacia adelante sin sombrear. Además, en el caso del uso de espejos secundarios, similares a los que se encuentran en los telescopios Cassegrain, serían propensos a sufrir daños por calor debido a la luz solar parcialmente concentrada del espejo primario.
Para eliminar las restricciones anteriores, VP Vasylyev propuso aplicar un diseño alternativo de un colector espejado: el concentrador de matriz de anillos. Este tipo de colector tiene una posición similar a una lente en la parte inferior de su área focal que evita que el objetivo oscurezca el colector y minimiza el riesgo de que los escombros expulsados lo cubran. Siempre que la concentración de luz solar sea ~ 5 × 10 3 veces mayor, una irradiación superficial de alrededor de 4-5 MW/m² conduce a un efecto de empuje ~ 10 3 N. La ablación intensiva de la superficie giratoria del asteroide bajo el punto focal dará lugar a la aparición de un "cañón" profundo, que puede contribuir a la formación del flujo de gas que se escapa en forma de chorro. Esto puede ser suficiente para desviar un asteroide de 0,5 km dentro de varios meses y sin un período de advertencia adicional, solo utilizando un colector de matriz de anillo de tamaño ~ 0,5 del diámetro del asteroide. Para una desviación tan rápida de los NEO más grandes, 1,3-2,2 km, los tamaños de colector requeridos son comparables al diámetro del objetivo. En el caso de un tiempo de advertencia más largo, el tamaño requerido del colector puede reducirse significativamente.

Impresión artística de la desviación de un asteroide utilizando un innovador colector solar de matriz de anillos.

### Impulsor de masa
Un impulsor de masa es un sistema (automatizado) en el asteroide para expulsar material al espacio, lo que le da al objeto un empuje lento y constante y disminuye su masa. Un impulsor de masa está diseñado para funcionar como un sistema de impulso específico muy bajo , que en general usa mucho propulsor, pero muy poca potencia.
La idea es que cuando se usa material local como propulsor, la cantidad de propulsor no es tan importante como la cantidad de energía, que probablemente sea limitada.

### Motor de cohete convencional
Conectar cualquier dispositivo de propulsión de una nave espacial tendría el efecto similar de dar un empujón, posiblemente forzando al asteroide a seguir una trayectoria que lo aleje de la Tierra. Un motor de cohete en el espacio que sea capaz de impartir un impulso de 10 6 N·s (por ejemplo, agregar 1 km/s a un vehículo de 1000 kg), tendrá un efecto relativamente pequeño en un asteroide relativamente pequeño que tenga una masa de aproximadamente un millón de veces más. El libro blanco de Chapman, Durda y Gold calcula las desviaciones utilizando cohetes químicos existentes lanzados al asteroide.
Tales motores de cohetes de fuerza directa se proponen típicamente para utilizar propulsión de naves espaciales eléctricas altamente eficientes, como propulsores de iones o VASIMR.

### Ablación láser de asteroides
De manera similar a los efectos de un dispositivo nuclear, se cree que es posible enfocar suficiente energía láser en la superficie de un asteroide para causar una vaporización / ablación repentina para crear un impulso o eliminar la masa del asteroide. Este concepto, llamado ablación con láser de asteroides, se articuló en el libro blanco de 1995 SpaceCast 2020 "Preparing for Planetary Defense", y en el libro blanco de 1996 Air Force 2025 "Planetary Defense: Catastrophic Health Insurance for Planet Earth". Las primeras publicaciones incluyen el concepto "ORION" de CR Phipps de 1996, la monografía de 2000 del Coronel Jonathan W. Campbell "Using Lasers in Space: Laser Orbital Debris Removal and Asteroid Deflection", y el concepto 2005 de la NASA Comet Asteroid Protection System (CAPS). Por lo general, estos sistemas requieren una cantidad significativa de energía, como la que estaría disponible en un satélite de energía solar basado en el espacio.
Otra propuesta es la propuesta DE-STAR de Phillip Lubin :
- El proyecto DE-STAR,[116] propuesto por investigadores de la Universidad de California, Santa Bárbara, es un concepto modular de energía solar de 1 µm, longitud de onda del infrarrojo cercano, matriz láser. El diseño requiere que la matriz tenga un tamaño aproximado de 1 km cuadrado, y el diseño modular significa que podría lanzarse en incrementos y ensamblarse en el espacio. En sus primeras etapas como una matriz pequeña, podría ocuparse de objetivos más pequeños, ayudar a las sondas de vela solar y también sería útil en la limpieza de desechos espaciales.

### Otras propuestas

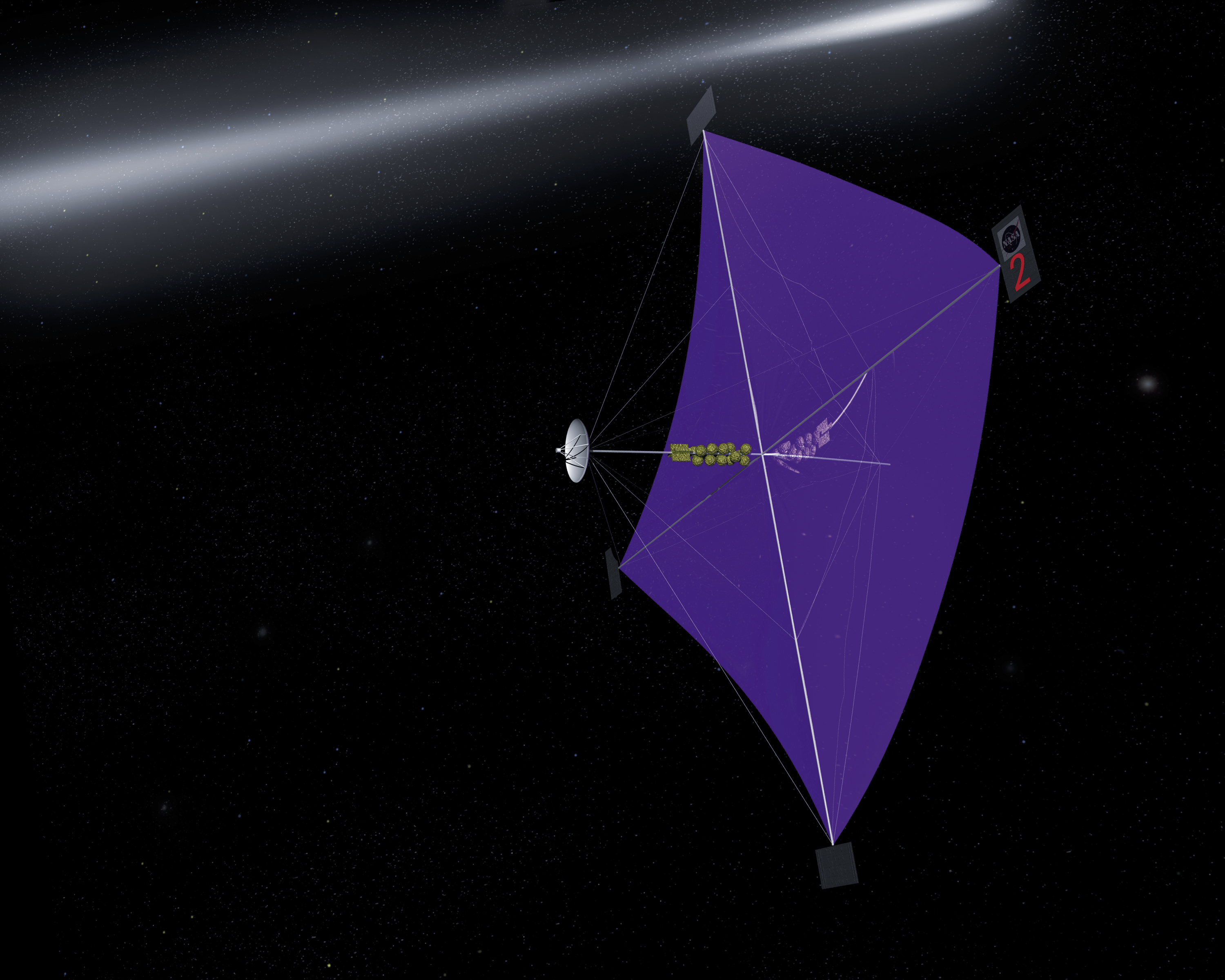
Estudio de la NASA de una vela solar. La vela tendría 0,5 kilómetros (0,31 millas) de ancho.

- Envolver el asteroide en una lámina de plástico reflectante como una película de PET aluminizado como una vela solar.
- "Pintar" o espolvorear el objeto con dióxido de titanio (blanco) para alterar su trayectoria a través de una mayor presión de radiación reflejada o con hollín (negro) para alterar su trayectoria a través del efecto Yarkovsky.
- El científico planetario Eugene Shoemaker en 1996 propuso[117] desviar un impactador potencial liberando una nube de vapor en el camino del objeto, con suerte ralentizándolo suavemente. Nick Szabo en 1990 esbozó[118] una idea similar, el "frenado aéreo cometario", apuntando un cometa o una construcción de hielo a un asteroide, y luego vaporizando el hielo con explosivos nucleares para formar una atmósfera temporal en el camino del asteroide.
- Conjunto de excavadoras coherente[119][120] de múltiples tractores planos de 1 tonelada capaces de excavar y expulsar masa de suelo de asteroides como un conjunto de fuente coherente, la actividad de fuente coordinada puede impulsarse y desviarse a lo largo de los años.
- Adjuntar una atadura y una masa de lastre al asteroide para alterar su trayectoria cambiando su centro de masa.[121]
- Compresión de flujo magnético para frenar o capturar magnéticamente objetos que contienen un alto porcentaje de hierro meteórico mediante el despliegue de una amplia bobina de alambre en su camino orbital y cuando pasa a través de la inductancia crea un solenoide electromagnético para ser generado.[122][123]

## Inquietudes sobre la tecnología de deflexión
Carl Sagan, en su libro Un punto azul pálido, expresó su preocupación por la tecnología de desviación, y señaló que cualquier método capaz de desviar los impactadores de la Tierra también podría abusarse para desviar cuerpos no amenazantes hacia el planeta. Teniendo en cuenta la historia de los líderes políticos genocidas y la posibilidad de que la burocracia oscurezca los verdaderos objetivos de cualquier proyecto de este tipo para la mayoría de sus participantes científicos, consideró que la Tierra corría un mayor riesgo de un impacto provocado por el hombre que uno natural. En cambio, Sagan sugirió que la tecnología de deflexión se desarrolle solo en una situación de emergencia real.
Todas las tecnologías de deflexión de entrega de baja energía tienen un control preciso y una capacidad de dirección inherentes, lo que hace posible agregar la cantidad justa de energía para dirigir un asteroide originalmente destinado a una mera aproximación cercana a un objetivo terrestre específico.
Según el exastronauta de la NASA Rusty Schweickart, el método del tractor gravitacional es controvertido porque, durante el proceso de cambio de la trayectoria de un asteroide, el punto de la Tierra donde es más probable que impacte se desplazaría lentamente entre diferentes países. Así, la amenaza para todo el planeta se minimizaría a costa de la seguridad de algunos estados específicos. En opinión de Schweickart, elegir la forma en que se debe "arrastrar" el asteroide sería una decisión diplomática difícil.
El análisis de la incertidumbre involucrada en la desviación nuclear muestra que la capacidad de proteger el planeta no implica la capacidad de apuntar al planeta. Una explosión nuclear que cambia la velocidad de un asteroide en 10 metros/segundo (más o menos 20%) sería suficiente para empujarlo fuera de la órbita de impacto con la Tierra. Sin embargo, si la incertidumbre del cambio de velocidad fuera superior a un pequeño porcentaje, no habría posibilidad de dirigir el asteroide hacia un objetivo en particular.

## Cronología de la defensa planetaria

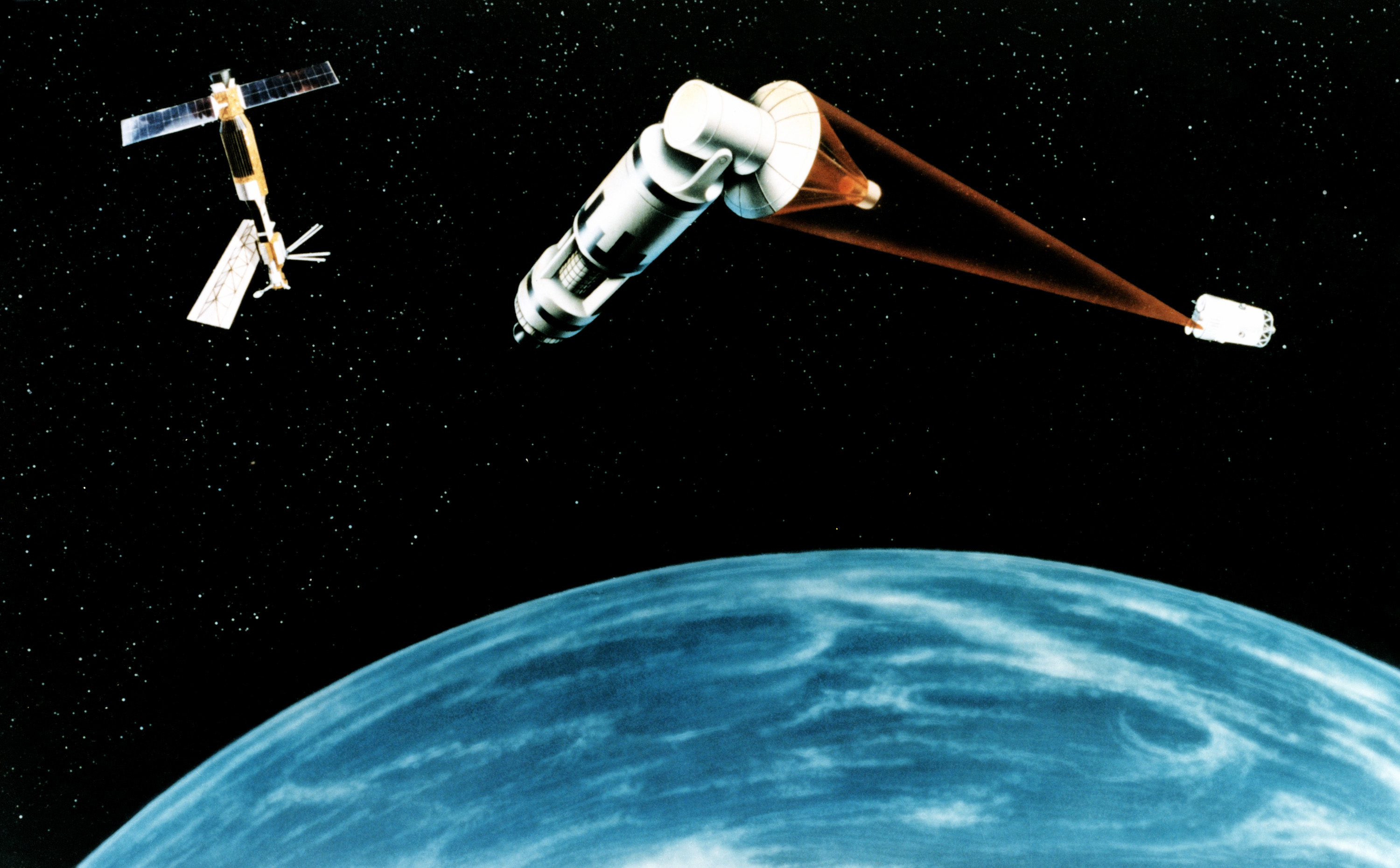
El concepto de Iniciativa de Defensa Estratégica de 1984 de un láser bombeado por un reactor nuclear basado en el espacio genérico o un satélite láser de fluoruro de hidrógeno, disparando sobre un objetivo, provocando un cambio de momento en el objeto objetivo por ablación láser. Con la propuesta Estación Espacial Freedom (ISS) de fondo.

- En su libro de 1964, Islas en el espacio, Dandridge M. Cole y Donald W. Cox señalaron los peligros de los impactos de planetoides, tanto los que ocurren de forma natural como los que pueden producirse con intenciones hostiles. Abogaron por catalogar los planetas menores y desarrollar las tecnologías para aterrizar, desviar o incluso capturar planetoides.[126]
- En 1967, los estudiantes del departamento de Aeronáutica y Astronáutica del MIT realizaron un estudio de diseño, "Proyecto Icarus", de una misión para evitar un impacto hipotético en la Tierra por el asteroide 1566 Icarus.[78] El proyecto de diseño fue publicado más tarde en un libro por MIT Press[79] y recibió una publicidad considerable, por primera vez poniendo a la vista del público el impacto de un asteroide.[77]
- En la década de 1980, la NASA estudió la evidencia de ataques pasados en el planeta Tierra y el riesgo de que esto suceda en el nivel actual de civilización. Esto condujo a un programa que mapea objetos en el Sistema Solar que cruzan la órbita de la Tierra y son lo suficientemente grandes como para causar daños graves si chocan.
- En la década de 1990, el Congreso de los EE. UU. celebró audiencias para considerar los riesgos y lo que se debía hacer al respecto. Esto dio lugar a un presupuesto anual de 3 millones de dólares para programas como Spaceguard y el programa de objetos cercanos a la Tierra , gestionados por la NASA y la USAF.
- En 2005, varios astronautas publicaron una carta abierta a través de la Asociación de Exploradores del Espacio pidiendo un esfuerzo conjunto para desarrollar estrategias para proteger la Tierra del riesgo de una colisión cósmica.[127]
- Actualmente (a fines de 2007) se estima que hay aproximadamente 20,000 objetos capaces de cruzar la órbita de la Tierra y lo suficientemente grandes (140 metros o más) para justificar preocupación.[128] En promedio, uno de estos colisionará con la Tierra cada 5.000 años, a menos que se tomen medidas preventivas.[129] Se anticipó que para el año 2008, el 90% de tales objetos que tienen 1 km o más de diámetro habrán sido identificados y serán monitoreados. Se esperaba que la tarea adicional de identificar y monitorear todos esos objetos de 140 m o más se completara alrededor de 2020.[129] Para abril de 2018, los astrónomos han detectado más de 8.000 asteroides cercanos a la Tierra que tienen al menos 460 pies (140 metros) de ancho y se estima que alrededor de 17.000 de estos asteroides cercanos a la Tierra permanecen sin detectar.[130] Para 2019, la cantidad de asteroides cercanos a la Tierra descubiertos de todos los tamaños ascendió a más de 19,000. Cada semana se agregan un promedio de 30 nuevos descubrimientos.[131]
- Catalina Sky Survey[132] (CSS) es una de las cuatro encuestas financiadas por la NASA para llevar a cabo un mandato del Congreso de EE. UU. de 1998 para encontrar y catalogar para fines de 2008, al menos el 90 por ciento de todos los objetos cercanos a la Tierra (NEO) mayor de 1 kilómetro de ancho. CSS descubrió más de 1150 NEOs entre los años 2005 y 2007. Al realizar este estudio, descubrieron el 20 de noviembre de 2007 un asteroide, denominado 2007 WD5, que inicialmente se estimó que tenía posibilidades de golpear Marte el 30 de enero de 2008, pero luego las observaciones durante las siguientes semanas permitieron a la NASA descartar un impacto.[133] La NASA estimó un casi accidente por 26.000 kilómetros (16.000 millas).[134]
- En enero de 2012, después de un paso cercano del objeto 2012 BX34, investigadores de Rusia, Alemania, Estados Unidos, Francia, Gran Bretaña y España publicaron un documento titulado "Un enfoque global para la mitigación de amenazas de impacto de objetos cercanos a la Tierra", que analiza el proyecto "NEOShield".[135]

## Representaciones ficticias
Los impactos de asteroides o cometas son un subgénero común de la ficción de desastres, y tales historias suelen presentar algún intento, exitoso o fallido, de prevenir la catástrofe, la mayoría de los cuales implican intentar destruir o redirigir explosivamente un objeto.

### Películas
- Meteoro (1979): Inspirado en el Estudio del MIT del Proyecto Icarus,[78][81] se utiliza una plataforma de misiles en órbita de los Estados Unidos para destruir fragmentos de asteroides en curso de colisión con la Tierra.
- Armageddon (1998): un par de transbordadores espaciales modificados, llamados "X-71", y la Mir se utilizan para perforar un agujero en un asteroide y colocar una bomba nuclear.
- Deep Impact (1998): Una nave espacial tripulada, el Mesías, basada en el Proyecto Orión, coloca una serie de bombas nucleares en un cometa.
- Greenland (2020): ya sea un error de cálculo o un truco para aliviar el riesgo de pánico masivo, las agencias espaciales intentan ocultar el futuro impacto de un cometa de 15 kilómetros de ancho y sus fragmentos más pequeños. No se hacen intentos para detener el asteroide; sin embargo, la gente busca desesperadamente búnkeres para esconderse antes de que el cometa golpee.
- Don't Look Up (2021): Sátira de la respuesta humana al cambio climático sobre un cometa recién descubierto de 9 km de diámetro que impactará la Tierra en 6 meses.

### Literatura
- El martillo de Dios (1993): escrito por Arthur C. Clarke, se envía una nave espacial para desviar un asteroide masivo mediante el uso de propulsores.
- Titán (1997): Escrito por Stephen Baxter, en represalia por los ataques biológicos de los EE. UU., los chinos provocan una gran explosión junto a un asteroide (2002OA), para desviarlo a la órbita terrestre mientras amenazan al mundo con futuros ataques de precisión dirigidos. Sin embargo, sus cálculos son incorrectos, ya que no tomaron en cuenta el tamaño del asteroide, que podría causar un evento de extinción del Cretácico-Paleógeno. El asteroide golpea la Tierra, dañando gravemente el ecosistema planetario.

### Televisión
- Horizon: Hunt for the Doomsday Asteroid (1994), un documental de la BBC, parte de la serie científica Horizon, temporada 30, episodio 7.
- NOVA: Doomsday Asteroid (1995), un documental científico de PBS NOVA, Serie 23, Episodio 4.
- Defenders of the Planet (2001), una miniserie de televisión británica en tres partes que analiza a personas y organizaciones que trabajan para defender la Tierra contra asteroides y otras amenazas extraterrestres; transmitido en The Learning Channel.[136]
- Salvation (2017): Se centra en las ramificaciones del descubrimiento de un asteroide que impactará contra la Tierra en solo seis meses y los intentos de evitarlo.
- The Expanse (2015): la temporada 5 describe el uso de múltiples asteroides redirigidos como un dispositivo de trama terrorista para mantener a la Tierra como rehén.

### Videojuegos
- Ace Combat 04: Shattered Skies (2001): en este juego de simulación de vuelo de combate para PlayStation 2 de Namco, se usa una batería de cañón de riel en un intento de destruir un asteroide masivo con un éxito limitado.
- Outpost (1994): la trama del juego menciona cómo un intento de desviar el camino del asteroide Vulcan's Hammer, en curso de colisión con la Tierra, usando un arma nuclear falla y en su lugar hace que se rompa en dos grandes pedazos que golpean la Tierra.

### Otros medios
- En el webcómic Schlock Mercenary, la humanidad, después de ponerse en contacto con la sociedad galáctica, construye grandes naves espaciales capaces de desviar asteroides mediante la manipulación gravitacional sin contacto y nombrarlos después de impactos de extinción pasados. Sin embargo, son rápidamente apropiados por los militares, que los utilizan como fortalezas móviles.